# Claria Südbrock
Claria Südbrock SSpS (* 15. Februar 1902 in Röckinghausen, Langenberg (Kreis Gütersloh); † 12. April 1944 in Hollandia) war eine deutsche Steyler Missionsschwester und Märtyrin.

## Leben
Maria Südbrock war das älteste von 9 Kindern eines Landwirts. Drei Tanten waren Salzkottener Franziskanerinnen. Am 10. März 1926 ging sie im Alter von 24 Jahren nach Steyl in das Missionshaus der Steyler Missionsschwestern und begann am 8. Dezember 1926 das Noviziat unter dem Ordensnamen Claria (Variante von Klara). Am 8. Dezember 1928 legte sie ihre Zeitlichen Gelübde ab. Vom 13. August 1935 bis zum 14. Oktober reiste sie mit anderen nach Alexishafen in die Papua-Neuguinea-Mission, wo sie am 8. Dezember die Ewige Profess ablegte. Sie wirkte als Krankenpflegerin in Boikin (East Sepik Province) und auf der Insel Tumleo. Nach der Besetzung Neuguineas durch die japanischen Invasionstruppen 1942 kam sie 1944 bei einem Fliegerangriff auf Hollandia ums Leben.

## Gedenken
Die Römisch-katholische Kirche in Deutschland hat Schwester Claria Südbrock als Märtyrin in das deutsche Martyrologium des 20. Jahrhunderts aufgenommen.